# Bryce Nakashima
Bryce Nakashima (* 20. Februar 2004) ist ein US-amerikanischer Tennisspieler.

## Persönliches
Der Bruder von Bryce, Brandon Nakashima, ist ebenfalls Tennisspieler und hat ein Karrierehoch von Platz 35.

## Karriere
Nakashima spielte nur selten auf der ITF Junior Tour und erreichte mit Platz 529 seine höchste Notierung. Er war der neuntbeste Junior aus den USA.
Er begann 2023 mit einem Tennis-Stipendium an der Ohio State University zu studieren, wo er auch College Tennis spielte.
Bei den Profis spielte Nakashima 2021 sein erstes Turnier. Er ist vor allem im Doppel erfolgreich, wo er bis 2021 seinen ersten Titel auf der drittklassigen ITF Future Tour gewann. 2023 folgten drei weitere Titel, die ihn Anfang 2024 bis Platz 632 stiegen ließen. Durch Wildcards kam er in Columbus auf der ATP Challenger Tour und in Atlanta auf der ATP Tour zu ersten Einsätzen bei höher dotierten Turnieren. Mit seinem Bruder verlor er in Atlanta gegen die Wimbledon-Gewinner Max Purcell und Jordan Thompson knapp im Match-Tie-Break, während er in Columbus im Einzel ebenfalls in der ersten Runde ausschied.